# Nesophontes edithae
Nesophontes edithae é uma espécie extinta de mamífero da família Nesophontidae. Conhecida de Porto Rico e das ilhas de Vieques, St. Thomas e St. Johns.